# Schleswig-Holstein vasútvonalainak listája

Németország tartományai

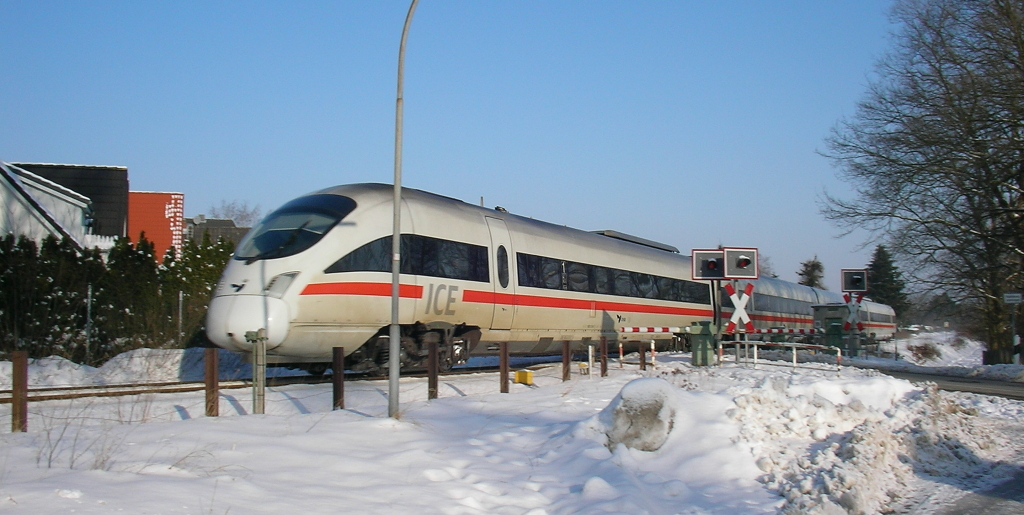
ICE TD nagysebességű dízelmotorvonat a Lübeck-Puttgarden-vasútvonalon

Ez a lista a németországi Schleswig-Holstein tartomány vasútvonalait sorolja fel ábécé sorrendben. A lista nem teljes.

## Vasútvonalak
- Alsternordbahn
- Altona-Blankeneser Eisenbahn
- Elektrische Kleinbahn Alt-Rahlstedt–Volksdorf–Wohldorf
- Amrumer Inselbahn
- Berlin–Hamburg-vasútvonal
- Billbrook–Trittau-vasútvonal
- Bredstedt–Löwenstedt-vasútvonal
- Buchhorster Waldbahn
- Halligbahn Dagebüll–Oland–Langeneß
- Eckernförde–Kappeln-vasútvonal
- Eckernförde–Owschlag-vasútvonal
- Eckernförder Hafenbahn
- Eckernförder Kreisbahnen
- Elmshorn–Bad Oldesloe-vasútvonal
- Elmshorner Hafenbahn
- Elmshorn–Ulzburg-vasútvonal
- Elmshorn–Westerland-vasútvonal
- Eutin–Neustadt-vasútvonal
- Flensburg–Husum-vasútvonal
- Flensburger Hafenbahn
- Flensburger Kreisbahn
- Flensburg–Husum–Tönning-vasútvonal
- Flensburg-Weiche–Lindholm-vasútvonal
- Fredericia–Flensburg-vasútvonal
- Geesthacht–Krümmel-vasútvonal
- Gettorf–Stohl-vasútvonal
- Hagenow Land–Bad Oldesloe-vasútvonal
- Hamburg-Altona–Kiel-vasútvonal
- Hamburg-Altona–Neumünster-vasútvonal
- Hamburg-Bergedorf–Geesthacht-vasútvonal
- Heide–Büsum-vasútvonal
- Heide–Karolinenkoog-vasútvonal
- Husum–Bad St. Peter-Ording-vasútvonal
- Husum–Kiel-vasútvonal
- Inselbahn Fehmarn
- Itzehoe–Lägerdorf-vasútvonal
- Kiel–Flensburg-vasútvonal
- Kiel-Hassee–Kiel West-vasútvonal
- Kiel Meimersdorf–Kiel Seefischmarkt-vasútvonal
- Kiel–Lübeck-vasútvonal
- Kiel-Oppendorf–Kiel Ostuferhafen-vasútvonal
- Kiel–Schönberger Strand-vasútvonal
- Kleinbahn Kiel–Segeberg
- Kleinbahn Kirchbarkau–Preetz–Lütjenburg
- Feldbahn im Marine-Munitionsdepot Laboe
- Lübeck–Lübeck-Schlutup-vasútvonal
- Lübeck–Bad Kleinen-vasútvonal
- Lübecker Hafenbahn
- Lübeck–Hamburg-vasútvonal
- Lübeck–Lübeck-Travemünde Strand-vasútvonal
- Lübeck–Lüneburg-vasútvonal
- Lübeck–Puttgarden-vasútvonal
- Lübeck-Segeberger Eisenbahn
- Lübeck-Travemünde Hafen–Niendorf (Ostsee)-vasútvonal
- Halligbahn Lüttmoorsiel–Nordstrandischmoor
- Malente-Gremsmühlen–Lütjenburg-vasútvonal
- Marschbahn
- Mölln–Hollenbek-vasútvonal
- Neumünster–Ascheberg-vasútvonal
- Neumünster–Bad Oldesloe-vasútvonal
- Neumünster–Flensburg-vasútvonal
- Neumünster–Heide-vasútvonal
- Neuwittenbek–Kiel Schusterkrug-vasútvonal
- Kleinbahn Niebüll–Dagebüll
- Niebüll–Tondern-vasútvonal
- Kreisbahn Norderdithmarschen
- Oster-Ohrstedt–Klosterkrug–Rendsburg-vasútvonal
- Osterrönfeld–Rader Insel-vasútvonal
- Pönitz–Ahrensbök-vasútvonal
- Puttgarden–Lübeck-vasútvonal
- Ratzeburger Kleinbahn
- Rendsburger Kreisbahn
- Sankt Michaelisdonn–Brunsbüttel Nord-vasútvonal
- Schleswig–Friedrichstadt-vasútvonal
- Schleswig–Schleswig-Altstadt-vasútvonal
- Schleswig-Klosterkruger Eisenbahn
- Schleswig-Altstadt–Kappeln-vasútvonal
- Schleswig-Altstadt–Satrup-vasútvonal
- Schwarzenbek–Bad Oldesloe-vasútvonal
- St. Michaelisdonn–Friedrichskoog-vasútvonal
- Suchsdorf–Wik-vasútvonal
- Südstormarnsche Kreisbahn
- Sylter Inselbahn
- Feldbahn der Tolk-Schau
- Torfbahn Himmelmoor
- Tornesch–Uetersen-vasútvonal
- Trajekt Lauenburg–Hohnstorf
- Uetersener Eisenbahn
- Vogelfluglinie
- Westerland–Elmshorn-vasútvonal
- Wilster–Brunsbüttel-vasútvonal
- Wrist–Itzehoe-vasútvonal